# Барбан (Хрватска)
Барбан (итал. Barbana d'Istria) је насељено место и седиште општине у Истарској жупанији, Хрватска. До територијалне реорганизације у Хрватској, налазио се у саставу старе општине Пула.

## Географија
Барбан се налази у централном делу Истре, изнад долине реке Раше, 28 km североисточно од Пуле, на надморској висини од 229 m. Општина захвата територију од 92 km².

## Становништво
На попису становништва 2011. године, општина Барбан је имала 2.721 становника, од чега у самом Барбану 221.

## Попис1991.
На попису становништва 1991. године, насељено место Барбан је имало 249 становника, следећег националног састава:
| Попис 1991.‍  | Попис 1991.‍  | Попис 1991.‍ | Попис 1991.‍ | Попис 1991.‍ |
| ------------ | ------------ | ----------- | ----------- | ----------- |
|              |              |             |             |             |
| Хрвати       | Хрвати       |             | 161         | 64,65%      |
| Италијани    | Италијани    |             | 17          | 6,82%       |
| Југословени  | Југословени  |             | 5           | 2,00%       |
| Срби         | Срби         |             | 1           | 0,40%       |
| Чеси         | Чеси         |             | 1           | 0,40%       |
| неопредељени | неопредељени |             | 3           | 1,20%       |
| регион. опр. | регион. опр. |             | 57          | 22,89%      |
| непознато    | непознато    |             | 4           | 1,60%       |
| укупно: 249  |              |             |             |             |